# العلاقات السعودية الناوروية
العلاقات السعودية الناوروية هي العلاقات الثنائية التي تجمع بين السعودية وناورو.

## مقارنة بين البلدين
هذه مقارنة عامة ومرجعية للدولتين:
| وجه المقارنة                                              | السعودية        | ناورو                          |
| --------------------------------------------------------- | --------------- | ------------------------------ |
| المساحة (كم2)                                             | 2.25 مليون      | 21                             |
| عدد السكان (نسمة)                                         | 33.00 مليون     | 10.08 ألف                      |
| الكثافة السكانية (ن./كم²)                                 | 14.67           | 48.00 ألف                      |
| العاصمة                                                   | الرياض، الدرعية | ضاحية يارين                    |
| اللغة الرسمية                                             | اللغة العربية   | اللغة الناورونية، لغة إنجليزية |
| العملة                                                    | ريال سعودي      | دولار أسترالي                  |
| الناتج المحلي الإجمالي (بليون دولار)                      | 683.83 مليار    | 113.88 مليون                   |
| الناتج المحلي الإجمالي (تعادل القوة الشرائية) بليون دولار | 1.69 تريليون    | 162.98 مليون                   |
| الناتج المحلي الإجمالي الاسمي للفرد دولار أمريكي          | 20.48 ألف       | 9.83 ألف                       |
| الناتج المحلي الإجمالي للفرد دولار أمريكي                 | 52.01 ألف       |                                |
| مؤشر التنمية البشرية                                      | 0.837           |                                |
| رمز المكالمات الدولي                                      | +966            | +674                           |
| رمز الإنترنت                                              | .sa             | .nr                            |
| المنطقة الزمنية                                           | ت ع م+03:00     | ت ع م+12:00                    |

## منظمات دولية مشتركة
يشترك البلدان في عضوية مجموعة من المنظمات الدولية، منها:
| علم المنظمة | اسم المنظمة                   | تاريخ انضمام السعودية | تاريخ انضمام ناورو |
| ----------- | ----------------------------- | --------------------- | ------------------ |
|             | يونسكو                        | 4 نوفمبر 1946         | 17 أكتوبر 1996     |
|             | منظمة الشرطة الجنائية الدولية | 13 يونيو 1956         | ?                  |
|             | منظمة حظر الأسلحة الكيميائية  | ?                     | ?                  |
|             | الأمم المتحدة                 | 24 أكتوبر 1945        | 14 سبتمبر 1999     |
|             | الاتحاد البريدي العالمي       | ?                     | ?                  |
|             | الاتحاد الدولي للاتصالات      | 7 فبراير 1949         | 10 يونيو 1969      |

## وصلات خارجية
- موقع وزارة الخارجية السعودية